# Stopiņi (novads)
Stopiņi est un novads de Lettonie, situé dans la région de Vidzeme. En 2009, sa population est de 9 577 habitants.